# Драчук Петро Ростиславович
Петро́ Ростисла́вович Драчук (нар. 24 червня 1967 — 16 серпня 2015) — солдат Збройних сил України, учасник російсько-української війни.

## Життєпис
Народився 1967 року в селі Плоске Рівненської області. Закінчив Плосківську школу, з 1994 року працював у філії магістральних нафтопроводів «Дружба» — спочатку слюсарем, згодом — оператор дільниці контрольно-вимірювальних приладів, автоматики та телемеханіки нафтоперекачувальної станції «Новини».
Мобілізований 5 лютого 2015 року, солдат 1-ї окремої мінометної батареї 1-го окремого механізованого батальйону, 93-та окрема механізована бригада.
14 серпня 2015-го зазнав поранення внаслідок обстрілу терористами з РСЗВ «Град» поблизу села Опитне Донецької області.
Помер 16 серпня від проранень в Дніпропетровській лікарні.
Похований в селі Плоске, до рідного дому несли на руках, у останню дорогу односельці проводжали Петра на колінах. Похований під супровід державного гімну у виконанні духового оркестру та залпи почесної варти, до якої доєднались побратими-мисливці.
Без Петра лишились мама, дружина, син 1992 р.н. і донька 1998 р.н.

## Нагороди та вшанування
За особисту мужність, сумлінне та бездоганне служіння Українському народові, зразкове виконання військового обов'язку відзначений — нагороджений
- орденом «За мужність» ІІІ ступеня (25.12.2015, посмертно)[1]
- в Плосківській ЗОШ відкрито та освячено меморіальну дошку випускнику Петру Драчуку